# Keith Allen (Eishockeyspieler)
Keith „Bingo“ Allen (* 21. August 1923 in Saskatoon, Saskatchewan; † 4. Februar 2014 in Delaware County, Pennsylvania) war ein kanadischer Eishockeyspieler, -trainer und -funktionär, der von 1954 bis 1955 für die Detroit Red Wings in der National Hockey League spielte und für Philadelphia Flyers als Trainer und General Manager tätig war.

## Karriere
Nach vielen Jahren in der AHL wechselte Allen für 28 Spiele zu den Detroit Red Wings. Nach seinen 18 Spielen holte er 1954 den Stanley Cup. Nach 10 Spielen in der kommenden Saison war sein Gastspiel als Spieler in der NHL beendet und er war für 10 Jahre in der WHL als Spieler und Trainer, vor allem in Seattle tätig.
1967 kehrte Allen als erster Trainer der Philadelphia Flyers in die NHL zurück. Zwei Jahre später wechselte er auf die Position des General Managers und baute eine Mannschaft auf, die 1974 und 1975 zweimal hintereinander den Stanley Cup gewann. Dieses Team war für seine äußerst ruppige Spielweise bekannt und ging deshalb unter dem Namen Broad Street Bullies in die Eishockey-Geschichte ein. Bei den Flyers war er bis 1983 tätig.
Später war er an der Gründung der Maine Mariners in der American Hockey League (AHL) maßgeblich beteiligt, die zu einem der erfolgreichsten Clubs in dieser Liga avancierten.
Allen wurde 1992 in der Kategorie „Builder“ in die Hockey Hall of Fame aufgenommen.

## Sportliche Erfolge
- Stanley Cup: 1954, 1955 (beide als Spieler), 1974 und 1975 (beide als General Manager)
- Calder Cup: 1943

### Persönliche Auszeichnungen
- AHL Second All-Star Team: 1953
- NHL All-Star Game: 1954
- Lester Patrick Trophy: 1988